# Pierre Jean Garat
Pierre Jean Garat (Ustaritz, Pirineus Atlàntics, 25 d'abril de 1764 - París, 1 de març de 1823) fou un cantant del País Basc.
Destinat a l'advocacia pel seu pare, estudià música contra la seva voluntat, i als setze anys es traslladà a París i assoli ser rebut en els salons de l'aristocràcia, on es va fer admirar per tothom i aconseguí la protecció del comte d'Artois, que el nomenà el seu secretari particular i el presentà a la reina Maria Antonieta, que tenia grans desitjós d'escoltar-lo.
La Revolució el deixà en la misèria i llavors decidí dedicar-se per complet a la música, que fins llavors només havia cultivat per afició. Després de donar alguns concerts a la capital francesa, que provocaren un gran entusiasme, Garat feu alguns viatges a Holanda, Anglaterra i Espanya, assolint grans èxits arreu.
El 1796 fou nomenat professor del Conservatori de París, on entre d'altres alumnes tingué a Adelaide Comelli-Rubini. Garat no va conèixer rival en la seva època, cantant amb igual encert les òperes de Gluck, que les del repertori italià. També fou un bon compositor.